# Kayana Traylor
Pour les articles homonymes, voir Traylor.
Kayana Traylor, née le 27 septembre 1999 à Martinsville (Indiana), est une joueuse américaine de basket-ball.

## Carrière
Elle joue au niveau universitaire dans les universités de Purdue et Virginia Tech. Lors de sa dernière saison d'éligibilité, elle conduit les Hokies à leur première participation au Final Four NCAA.
Elle est choisie par le Sky de Chicago en 23e position lors de la draft WNBA 2023. Son contrat est rompu par le Sky après trois rencontres de présaison, puis elle est engagée par le Lynx pour huit rencontres avec un rôle mineur (1 point de moyenne en 5 minutes),.
Son premier contrat professionnel est en France en Ligue féminine (LFB) avec le club de Charnay pour 12,0 points à 39 % aux tirs, 2,2 rebonds et 3,1 passes en 31 minutes lors de la saison 2023-2024. Elle dispute deux rencontres de présaison avec le Lynx, mais n'est pas conservée.
Kayana Traylor débute la saison 2024-2025 avec le club turc de Bodrum Basketbol (tr) (première division), avec lequel elle dispute l’EuroCoupe pour 15,8 points, 2,6 rebonds, 2,8 passes en 33 minutes puis finit la saison avec Maccabi Ironi Ramat Gan, évoluant en première division israélienne. Durant l'été 2025, elle signe avec le club français de C' Chartres,.

## Distinction personnelle
- Deuxième meilleur cinq de la Big Ten (2021)